# Herman Melville
Herman Melville, född 1 augusti 1819 i New York, död 28 september 1891 i New York, var en amerikansk romanförfattare och poet. Han är mest känd för sin roman Moby Dick (1851).

## Biografi
Herman Melvilles familj var rik, men fadern, som var köpman, gick i konkurs och Melville blev snart nog tvungen att klara sitt eget uppehälle. Skolgången i Albany i delstaten New York 1830–1835 kombinerade han med arbete som kontorist. Han avbröt senare en ingenjörsutbildning och gick till sjöss 1839 – som mässpojke på en resa till England. År 1841 tog han hyra på ett valfångstfartyg som seglade i Stilla havet. Efter flera år ombord rymde han och en kamrat då fartyget låg vid Marquesasöarna. En tid höll han sig gömd i Typeedalen, befolkad av kannibaler. Via Tahiti och Hawaii återvände han så småningom till USA som matros ombord på en amerikansk fregatt – alltsammans erfarenheter av stor betydelse för hans senare författarskap. 
Melvilles författargärning sträcker sig huvudsakligen från 1846 till 1866, då han definitivt gav upp tanken på att bli en stor författare. Under senare delen av sitt liv arbetade han som tullinspektör i New York och var då praktiskt taget redan bortglömd. Han debuterade 1846 och hade i början en hel del framgång med böcker som utspelar sig i Söderhavet och liknades vid James Fenimore Cooper och Frederick Marryat. Debutboken, Teipi (Typee : a Peep at Polynesian Life), är en skildring av vistelsen hos kannibalerna. Men när Melville försökte sig på en mer allegorisk och satirisk framställning i Mardi (1849, Mardi) gjorde han närmast fiasko. År 1850 började han skriva Moby Dick (Moby-Dick or The Whale), tillägnad Hawthorne. Romanen, som kom ut 1851, blev inte någon större framgång och stärkte närmast Melville i tron att han aldrig skulle nå någon större läsekrets. Men allteftersom åren gått har Moby Dick kommit att framstå som en av 1800-talets mest särpräglade romaner och gett Melville världsrykte i efterhand.
Besviken över den uteblivna framgången skrev Melville den självbiografiskt präglade konstnärsromanen Pierre or The Ambiguities (1852), där en författare kämpar med sitt livs verk, samtidigt som romanen är en djupdykning i psykologisk analys med sexuella undertoner. Handlingen och stilen bemöttes emellertid snarast med indignation av kritiken. Några år senare drabbades dessutom Melville av sviktande hälsa och personliga sorger – båda sönerna dog. Han fortsatte dock att skriva. Till hans märkligare berättelser från denna tid hör långnovellerna Bartleby (1853, Bartleby the Scrivenor) och Benito Cereno (1855, Benito Cereno), samlade i The Piazza Tales (1856), som båda bär vittne om hans desillusion och pessimistiska människosyn. Detsamma kan sägas om The Confidence-Man (1857), hans sista prosaverk, om en professionell svindlare ombord på en flodångare längs Mississippi. Mot slutet av sin författarbana skrev Herman Melville också lyrik, men inte heller den nådde publiken. De flesta samlingarna tryckte han själv i 25 exemplar. Men Clarel, också den tryckt på egen bekostnad (1876), räknas numera till en av de mer betydande i amerikansk litteratur. Detta väldiga versepos berättar om en resa han företog till Palestina 1856–1857.
Melville kämpade hela sitt liv med dålig ekonomi. Först en tid före sin död fick han ett arv som befriade honom från penningbekymren. Men det skulle dröja till 1919, hundra år efter hans födelse, innan han återupptäcktes som författare. I gengäld blev genombrottet desto starkare och han förklarades vara en av de största begåvningarna i amerikansk litteraturhistoria. I början av 1920-talet hittades också ett efterlämnat manuskript, Billy Budd, förmärsgast (Billy Budd, Foretopman; publicerat 1924 men skrivet 1888), som starkt bidrog till hans renässans. Det är en historia med djup symbolisk innebörd som handlar om en vild men renhjärtad sjöman. Den låg senare till grund för en opera av Benjamin Britten 1951, till vilken E.M. Forster skrev librettot.